# Lomechusoides inflatus
Lomechusoides inflatus (лат.) — вид мирмекофильных жуков-стафилинид из подсемейства Aleocharinae. В качестве муравьёв-хозяев отмечены виды Formica gagatoides Ruzsky, 1904, Formica rufa Linnaeus, 1761, Formica pratensis Retrius, 1783 и, возможно, также Formica sanguinea Latreille, 1798.

## Распространение
Финляндия, Россия (Кольский полуостров), Швеция.

## Описание
Коротконадкрылые жуки, длина около 5 мм. Тело светло-красновато-коричневое, за исключением коричневых усиков, продольного пятна на фронтоклипеальной области, лабрума, диска переднеспинки, переднего края видимых тергитов II—IV, большей части переднего края видимых тергитов V—VII, узкой части латеральной стороны видимых стернитов III—IV и большей части переднего края видимых стернитов V—VII коричневого цвета. Брюшко: видимый тергит II плотно пунктирован и сетчатый, видимые тергиты III—IV с плотной и V с редкой пунктировкой по заднему краю, видимые тергиты VI—VII очень слабо и мелко пунктированы по заднему и латеральному краям, видимые тергиты II—VIII неравномерно, но отчетливо микроскульптурированы. Вид L. inflatus похож на L. drobovi, L. chekanovskiyi, L. inflatiformis и L. poppiusi. От L. drobovi, L. chekanovskiyi и L. poppiusi он отличается двухцветным пронотумом. От L. inflatiformis отличается более узкими, светло-красноватыми боковыми краями переднеспинки с заметными дискальными бугорками, антенномерами III—IV у самцов с более длинными волосками и более темной головой. Вид был впервые описан в 1828 году шведским энтомологом Иоганном-Вильгельмом Цеттерштедтом (1785—1874) под названием Lomechusa inflata Zetterstedt, 1828, а его валидный статус подтверждён в ходе ревизии, проведённой в 2023 году группой энтомологов из Словакии (Tomáš Jászay, Peter Hlaváč) и Чехии (Petr Baňař).